# Swan (ciruela)
Swan es una variedad cultivar de ciruelo (Prunus domestica), de las denominadas ciruelas europeas. Variedad antigua de ciruela criada en Sawbridgeworth (en el condado de Hertfordshire en Gran Bretaña) en 1885.
Las frutas tienen un tamaño de mediano a grande, de forma redondeada ligeramente asimétrica, presentando una sutura ligera; epidermis tiene una piel con abundante pruina blanquecina, no se aprecia pubescencia, siendo el color de piel rojo púrpura, y una pulpa de color amarillo ambarino claro, con textura semi firme, muy jugosa y un sabor entre regular y insípido.

## Historia
'Swan' variedad antigua de ciruela criada en Sawbridgeworth (en el condado de Hertfordshire en Gran Bretaña) por Thomas Rivers, a partir de parentales no revelados, dio sus primeros frutos en 1885, y fue introducido en los circuitos comerciales en 1897.
'Swan' está descrita por : 1. Rivers Cat. 35. 1898. 2.Can. Exp. Farm Bul. 2nd Ser. 3:56. 1900..
'Swan' está cultivada en diversos bancos de germoplasma de cultivos vivos, tales como en el National Fruit Collection (Colección Nacional de Fruta) de Reino Unido con el número de accesión: 1927-032 y Nombre Accesión : Swan. Fue introducida en el "Probatorio Nacional de Fruta" para evaluar sus características en 1927.

## Características
'Swan' árbol de porte extenso, vigoroso, muy productivo, erguido. Flor blanca, que tiene un tiempo de floración que comienza a partir del 16 de abril con el 10% de floración, para el 20 de abril tiene una floración completa (80%), y para el 30 de abril tiene un 90% de caída de pétalos.
'Swan' tiene una talla de tamaño mediano a grande, de forma redondeada ligeramente asimétrica, con peso promedio de 43.10 g, presentando una sutura ligera; epidermis tiene una piel con abundante pruina blanquecina, no se aprecia pubescencia, siendo el color de piel rojo púrpura; pedúnculo de longitud promedio de 12.83 mm, y grosor mediano, fuertemente adherido al fruto, con la cavidad del pedúnculo estrecha, poco profunda, medianamente rebajada en la sutura; pulpa de color amarillo ambarino claro, con textura semi firme, muy jugosa y un sabor entre regular y insípido.
Hueso semi libre a adherido, pequeño.
Su tiempo de recogida de cosecha se inicia en su maduración en la segunda decena de agosto.

## Usos
Se usa comúnmente como ciruela de postre fresca en mesa, también una excelente ciruela en elaboraciones culinarias (mermeladas, compotas y guisos).